# Рахинка
Рахинка — село в Среднеахтубинском районе Волгоградской области, административный центр Рахинского сельского поселения.
Население — 2493 чел. (2010).

## История
В 1707 году 20 семей бежали от помещицы Рахильды «Рахиль» (так называли крепостные крестьяне) с Украины или из Павловского Уезда, Воронежской губернии за р.Волгу и поселились хуторком. Позже, через несколько лет переселились на другое место, более удобное для хутора. Украинцы называли себя «Рахильцы», а когда подселились русские, стали называть «Рахинцы», а поселение стало называться Рахинкой. Ковалёв Павел Дмитриевич являлся первым поселенцем села Рахинка.
В 1804 году из Павловского Уезда, Воронежской губернии, крепостных крестьян украинцев переселили за Волгу и эти места стали называться слободами: Рахинка, Николаевка, Царёвка, Капустин Яр, Слободка, Солодовка, Царицынского Уезда, Саратовской Губернии. Принимая во внимание рассказы предков Ковалёва Федора Павловича  и Ковалёва Кузьмы Дмитриевича — слобода Рахинская была основана примерно в 1746 году, а слободой стала называться после переселения на это место крепостных крестьян из Павловского Уезда, Воронежской Губернии в 1804 году. В 1859 году в слободе Рахинка Царевского уезда Астраханской губернии насчитывалось 449 дворов, имелась 2 православных церкви, проживало 1888 душа мужского и 1899 женского пола.
Согласно Памятной книжке Астраханской губернии слобода являлось центром Рахинской волости.
В 1919 году село в составе Царевского уезда включено в состав Царицынской губернии.
В 1928 году включено в состав Среднеахтубинского района Нижне-Волжского края (с 1934 года Сталинградского края, с 1936 года — Сталинградской области, с 1962 года — Волгоградской области).
Первоначально село располагалось несколько западнее от современного местоположения, на первой надпойменной террасе, на левом берегу одного из волжских ериков. На новое место село было перенесено в начале 1950-х годов в связи с заполнение Волгоградского водохранилища.

## География
Село расположено в пределах Прикаспийской низменности, на восточном берегу Волгоградского водохранилища, на высоте 21 метр выше уровня мирового океана. Рельеф местности практически плоский.
Почвы
Почвенный покров комплексный: распространены светло-каштановые солонцеватые и солончаковые почвы и солонцы (автоморфные).
Географическое положение
По автомобильной дороге расстояние до областного центра города Волгограда составляет 57 км, до города Волжский — 35 км (до центра города), до районного центра посёлка Средняя Ахтуба — 49 км.
Климат
Климат резко-континентальный, засушливый (согласно классификации климатов Кёппена-Гейгера — Dfa). Среднегодовая температура воздуха положительная и составляет + 8,2 °C, средняя температура самого холодного месяца января — 20  °C, самого жаркого месяца июля + 35,2 °C. Расчётная многолетняя норма осадков — 386 мм. Наименьшее количество осадков выпадает в марте (22 мм), наибольшее в июне (42 мм).
Часовой пояс
Рахинка, как и вся Волгоградская область, находится в часовой зоне МСК (московское время). Смещение применяемого времени относительно UTC составляет +3:00.

## Население
| 1897 | 1900 |
| ---- | ---- |
| 3550 | 6352 |

| 1859 | 1904  | 1914  | 2010  |
| ---- | ----- | ----- | ----- |
| 3787 | ↗7578 | ↗9060 | ↘2493 |

Гендерный состав
В 1859 году проживало 1888 душ мужского и 1899 женского пола, к 1914 году — 4600 мужчин и 4460 женщин.

## Транспорт
К селу имеется подъезд от региональной автодороги Астрахань — Волжский — Энгельс — Самара (3 км).